# ウバザメ
ウバザメ（姥鮫、Cetorhinus maximus）は、ネズミザメ目ウバザメ科の一属一種のサメ。
汎存種で、世界中の海に広く分布する。性質はとてもおとなしい。また、動きは緩慢であり、人間にとって危険性の低い濾過摂食者である。

## 名称
属名Cetorhinus は、ギリシア語の ketos （「海の怪物」「クジラ」の意）と rhinos （「鼻」の意）に由来する。種小名maximusは「大きい」という意味を表す。和名は、体側部にある非常に長い鰓裂を、老婆の皺に例えて名付けられたとされる。英名Basking sharkは、このサメがしばしば水面近くで餌をとっている様子が観察され、その様子がまるで日光浴（bask）をしているようであったことから名付けられた。また、このような行動をしている際に簡単に捕らえられてしまうために、かつてはバカザメ（馬鹿鮫）という和名だったこともある（現在も別名として用いられる）。

## 分布
沿岸性また回遊性の種で、世界中の亜寒帯から温帯にかけての幅広い水域の大陸棚周辺で季節ごとに見られる。水温摂氏8度から14度を好む。しばしば陸の近くでも見られ、囲い込まれた港や内湾の中へ入ってくることもある。プランクトンの集中している場所に集まるため、しばしば海面近くで見られる。

## 形態

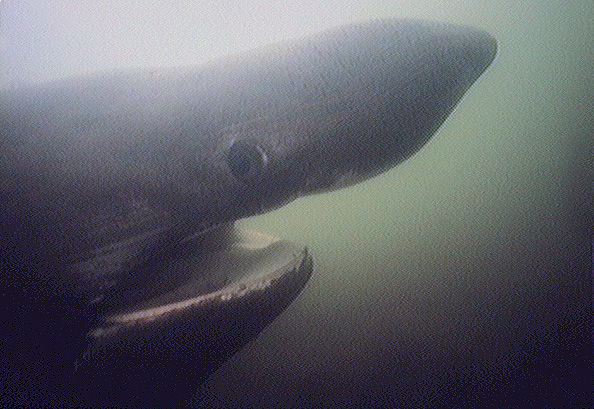
頭部

ネズミザメ目の最大種でかつ、知られている限りで最も大きなサメの一つであり、これより大きな種はジンベエザメのみである。正確に測定された最大の個体は、1851年にファンディ湾のニシン漁の網にかかった個体である。全長は12.27m あり、体重は16t と見積もられた。ノルウェーにおいて、12mを超す個体が3尾（最も大きいものは13.7m ）報告されているが、この地域周辺のいかなる場所でもそれほどの大きさのサメが捕獲されたという報告がほとんど無いことからこれは疑わしい。通常は全長3-8m ほどになる。9-10mを超える個体もいるが、長年にわたる乱獲の後、これほどの大きさの個体は極めてまれになっている（日本では網にかかった9mの個体が瀬戸内海、日立市沖合で見つかっているが、近年は見つかること自体が珍しい）。
かなり特徴的な鰓裂をもっている。他のサメ類の鰓裂はせいぜい体高の半分程度であるが、本種の鰓裂は腹から背まで、体幹をほぼ一周するかと思われるほど大きく裂けている。それぞれの鰓裂の間からは赤い鰓がはみ出しているのが見られる。鰓裂に応じて巨大な鰓弓（さいきゅう）も備えている。大きく口を開けると、その奥には湾曲した太い軟骨の柱がまるで檻のように並んでいるのが見える。鰓弓にはプランクトンを濾し取るための鰓耙（さいは）と呼ばれる毛状の器官が存在している。これは各鰓弓の端に沿って櫛のように密集して生えており、口から入った海水とともに流れてくるプランクトンを捕える。口は体高よりも大きく開くことができる。
このサメは典型的なネズミザメ科の体型をもつため、遠目ではホホジロザメと間違えられやすい。近づいてよく観察すれば、この2種は容易に判別できる。空洞状の口（幅1m ほどになり、餌をとる時は大きく開けたままにしている）、より長くはっきりとした鰓裂（ほとんど頭部を一周しており、発達した鰓耙がついている）、より小さな目、そしてより細い胴回りなどが判別の目安となる。ホホジロザメは大きく短剣状の歯をもつが、本種の歯はより小さく（5-6mm）かぎ状である。上顎の最初の3-4列および下あごの6-7列のみが機能している。この2種の間には、生態の面でもいくつかの違いがある（生態の項を参照）。
他の特徴としては、非常に傾いた尾部の柄、楯鱗と数層の粘液で覆われたとても粗い肌、鋭い口吻（若い個体では明確に曲がっている）、三日月状の尾びれなどがある。大きな個体では、背びれが海面上に出るとひっくり返ってしまう。体色は非常に変化に富む（観察時の状況や個体自身の状況にもよるようである）。一般的な体色は、背中側が暗褐色から黒あるいは青で、腹側にいくにつれて鈍い白色に変わる。このサメはしばしば、傷ついているのが目立つ。この傷は、ウミヤツメやダルマザメに遭遇したことによるものである可能性が高い。肝臓（重さは体重の25%に達する）は腹腔の全長におよび、浮力の調節や長期間におよぶ活力の貯蔵の役割を果たしていると考えられている。
雌の場合、右側の卵巣だけが機能しているようである。もしそうであれば、これはサメの内では珍しい特徴である。

## 生態

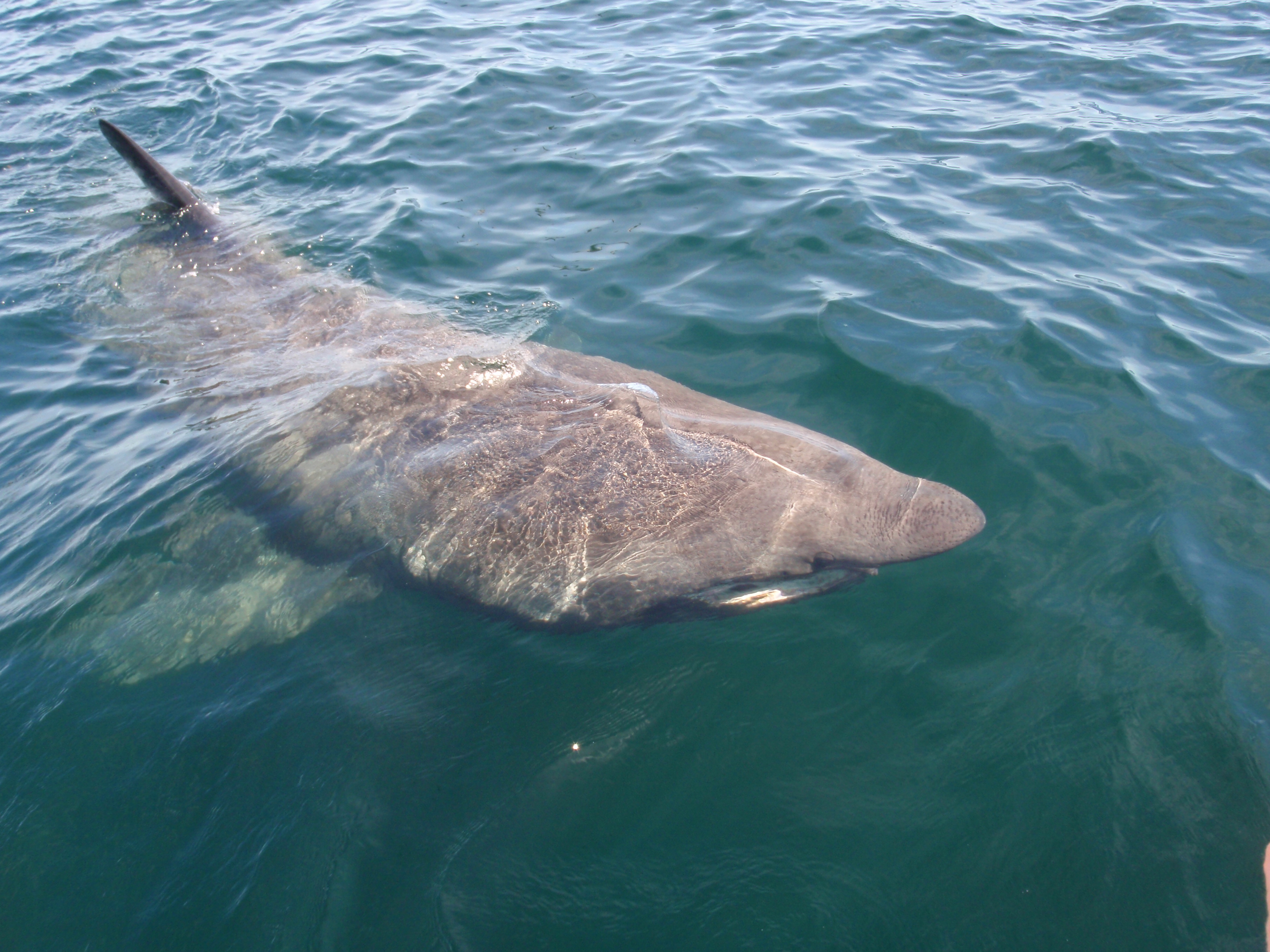
泳ぐ姿

暖かい時期には陸の近くや囲い込まれた港の中で見られるものの、彼らは回遊性の種で、秋から冬にかけて（海面近くにプランクトンがほとんどいなくなる時期）は完全に姿を消すようである。この時期には深海底にとどまっており、ここで冬眠して鰓耙を失うという仮説が立てられている。
プランクトンを摂餌している。海面近くで大きく口を開けながら鰓耙を立てた状態で泳ぎ、海水からプランクトンを鰓で濾しとって食べる。濾過する海水の量は1 時間あたり2000 リットルにも及ぶが、このようなプランクトンフィーダーの仲間はサメ類では珍しく、他にジンベエザメとメガマウスの合計3 種のみである。動きは緩慢（採餌時の速度はおよそ時速3.6 km ）で、接近する船を避けようともしない（このあたりがホホジロザメと異なる）。単体で、かつ撒き餌に引き寄せられていなければ、人間に対しては無害である。
社会性動物で、性別によって分けられたグループを形成する。このグループは通常は少数（3-4尾）であるが、最大で100尾に及ぶものも報告されている。彼らの社会行動は、視覚的な合図に従っているものと考えられている。目は小さいものの、非常に発達している。このサメは船を視覚的に観察し、同族と間違える可能性があることが知られている。雌は、出産のために浅瀬を探すと考えられている。
捕食者はほとんどいないが、シャチやイタチザメに捕食されることが知られており、前述したウミヤツメがウバザメに食らいついている様子もしばしば見かけられる。
巨大で動きが遅いが、ジャンプして海面に体を打ちつける「ブリーチング」も行うことができ、水面から全身が完全に飛び出ている様子も報告されている。この行動は寄生虫を追い払う意図があるものとされる。ただし、これらの観察記録の正確性については疑問も持たれている。記録されているウバザメの泳ぐ最高速度は時速6.5 km であり、銛を打ちこまれた状態でジャンプしているところが観察されたことがないためである。
2014年12月21日に放映されたNHK総合「ダーウィンが来た」ではウバザメに取り付けられたカメラにより、体表のウミヤツメによる多数の傷、ウミヤツメを振り落すためとみられる「ブリーチング」の空中映像、水深150m水温5℃の深海に長時間いることが記録され、番組では深海で狩りを行い水面近くで体を暖めている可能性が語られた。

## 人間との関係
歴史的に泳ぎの遅さ、非攻撃的な性質、そして以前は豊富な個体数のために、漁業の主要産物であった。商業的にさまざまな形で利用され、肉は食品や魚粉に、皮膚は皮革に、スクアレン成分の含有量が高い肝臓は油に用いられた。アイスランドでは、肉を発酵させたものをハウカットルと呼んで珍重しており、サメ独特のアンモニア臭が特徴である。現在では、主に鰭（ふかひれ）を取るために捕獲されている。体の一部（軟骨など）は伝統中国医学の薬や、日本では媚薬としても用いられている。
急速に個体数が減少した結果、現在ではウバザメは保護種に指定され、生産品の交易は多くの国で規制されている。イギリス、マルタ、フロリダおよびアメリカ合衆国内の湾、そして大西洋においては完全に捕獲が禁じられている。ニュージーランドでは、ウバザメを目的としての漁は違法行為である。
自分に近づく船やダイバーに対して寛容で、ダイバーの周りを旋回することさえあり、ウバザメが頻繁に見られる地域での観光ダイビングの目玉として人気を呼んでいる。
死骸は腐敗すると下顎が脱落したりして、生きている時と違う生物のように見えるほど変形することもある。そのような状態で海岸に流れ着くと、体が大きいこともあって海の怪物、首長竜の生き残りなどとしばしば人を騒がせる。1977年にニュージーランドで発見されたニューネッシーなどのように、かつてシーサーペントやプレシオサウルスのものであると考えられた死骸のいくつかが、後に腐敗した本種の死骸であろうと結論づけられている。
日本の三重県大王崎波切の港ではかつて突きん棒と呼ばれる、銛を使ったウバザメ漁が行われていた。しかしこの漁が盛んだったのは1970年代半ばまでである解体はクジラの解体と同様、巨大な刀を使用していた。腹を切開すると、中から子鮫が出てくることがある。ネズミサメ系に見られる胎生魚の特徴を持っていることがある。。これに関して千葉県立中央博物館の宮正樹はNHKの取材班のインタビューに対して、ウバザメのかつての生息圏がメガマウスに移っているとの考えを述べている。